# Форрер, Роберт
Роберт Форрер (нем. Robert Forrer; 9 января 1866, Майлен — 9 апреля 1947, Страсбург) — швейцарский коллекционер, арт-дилер, историк искусства, археолог, директор музея.

## Биография
Роберт Форрер родился в семье «почетных горожан» (нем. Großbürger), которая прослеживала свою историю с XVI веке, являясь одна из наиболее известных семей Винтертура. Отец Роберта Форрера был торговцем шелком — возможно, именно он заложил основы интереса своего сына к текстилю. Когда Роберту было шесть лет, его мать оставила семью. После того, как в 1879 году отец Форрера потерял своё состояние в результате спекуляцией на бирже, Роберт не смог продолжить своё обучение. В возрасте 17 лет Роберт опубликовал свою первую работу — о швейцарских свайных домах — которая используется специалистами и в XXI века.
После этого Форрер смог посвятить себя карьере коллекционера и арт-дилера. В 1887 году он женился на Эмилии Хагер, известной и состоятельной берлинской кутюрье; пара переехала в Страсбург. Эмилия открыла ателье на новом месте и финансово поддержала Роберта в его деятельности коллекционера. В тот период Роберт ездил по Италию, а также провел девять месяцев в Египте, расширяя свою коллекцию. Роберт также стал членом Совета по сохранению памятников истории Эльзаса, а в 1909 году — директором Муниципального музея археологии во Дворце Рогана (на этом посту он оставался до 1945 года, когда был сменен Жаном Жаком Хаттом).
После смерти Эмилии в 1925 году, Роберт женился на Филиппине Лёв (нем. Philippine Loew) — своей давней знакомой. До начала Второй мировой войны Форрер успел эмигрировать в Швейцарию, оставив свою коллекцию в Страсбурге: перед этим он передал или продал наиболее ценные предметы. После войны он вернулся в Страсбург, где и скончался в 1947 году.

## Коллекция
Спектр исследований Форрера был очень широк: зачастую он занимался одной из тем, пока не считал, что достиг своего предела — затем он зачастую продавал соответствующую коллекцию и обычно не возвращался к теме повторно. При этом Форрер продавал только целые коллекции предметов, отказываясь торговать отдельными реликвиями. В отличие от большинства коллекционеров своего времени, Форрер как публиковал состав своих коллекций, так и предоставлял их другим исследователям. Он был редактором журнала «Антиквариат» (нем. Antiquitäten-Zeitschrift) и активно публиковался как в специализированных, так и в широких изданиях.
К основным сферам интереса Форрера относились: текстиль (от коптского до современного), оружие (всех времен), предметы средневекового искусства, мебель, египетские артефакты, ювелирных изделий Средневековья и эпохи Возрождения. Форрера также проводил свои собственные раскопки. Кроме того, благодаря своим частым визитам в Берлин, он познакомился с императором Вильгельмом II.

## Работы
- Mein Besuch in El-Achmim, 1895.
- Geschichte der europäischen Fliesen-Keramik vom Mittelalter bis zum Jahre 1900, 1901.
- Reallexikon der prähistorischen, klassischen und frühchristlichen Altertümer, 1907.
- Die Zeugdrucke der byzantinischen, romanischen, gotischen und späteren Kunstepochen, Strasbourg, 1894.
- Die Kunst des Zeugdrucks vom Mittelalter bis zur Empirezeit, Strasbourg, 1898.
- Der Odilienberg : seine vorgeschichtlichen Denkmäler und mittelalterlichen Baureste, seine Geschichte und seine Legenden, 1899.
- Urgeschichte des Europäers von der Menschwerdung bis zum Anbruch der Geschichte, 1908.